# Беренс, Эмиль
Пауль Генрих Эмиль Беренс (также Бэренс, нем. Paul Heinrich Emil Baehrens; 24 сентября 1848, Байенталь, ныне в составе Кёльна — 26 сентября 1888, Гронинген) — немецкий филолог-классик. Отец Вильгельма Беренса.
Окончил Боннский университет, где среди его наставников были Отто Ян, Герман Узенер и Люциан Миллер. Защитив в 1870 году диссертацию, на протяжении двух лет совершенствовал текстологические навыки в Лейпциге под руководством Ф. Ричля. Затем предпринял в образовательных целях обширное путешествие по Италии. По возвращении в 1873 году габилитировался в Йене и некоторое время преподавал в Йенском университете, пока в 1877 году не занял должность профессора в Гронингенском университете.
Начиная с 1874 года Беренс подготовил многочисленные издания римских классиков — Катулла, Тибулла, Проперция, Горация, Тацита, Стация, Минуция Феликса. Наибольшее значение имело подготовленное Беренсом пятитомное издание «Римские малые поэты» (лат. Poetae latini minores; 1879—1883). Джон Сэндис отмечал, что чрезвычайная плодовитость Беренса как редактора и комментатора, а также его педагогическая одарённость (которая, в частности, привела к значительному улучшению латинского произношения у нидерландских филологов-классиков), сочетались с некоторой торопливостью и поверхностностью, излишней самоуверенностью и амбициозностью рискованных интерпретаций, а также недостаточным знанием древнегреческого языка, что в некоторых случаях мешало и работе с латинскими источниками.